# Энциклопедия жизни
«Энциклопе́дия жи́зни» (англ. The Encyclopedia of Life, EOL) — онлайн-энциклопедия, содержащая информацию обо всех биологических видах, создаваемая совместно различными специалистами. В энциклопедии можно размещать отдельные статьи для каждого известного вида (которых насчитывается около 2 млн), где будут видеоматериалы, звук, изображения, графика и текстовые сведения.
В рамках проекта в единую базу данных сначала будут собраны сведения о животных, растениях и грибах. Затем в каталог добавят данные о микроорганизмах, а позднее — и об ископаемых биологических видах. 
Первые страницы энциклопедии созданы 26 февраля 2008 года.
Любой пользователь интернета, посетивший ресурс, получит доступ к текстам, фотоснимкам, картам, аудиозаписям, видеороликам и прочей мультимедийной информации. Пополнять каталог планируется по мере идентификации новых видов. «Энциклопедия жизни» основана на вики-технологии, что позволит пользователям интернета со всего мира редактировать каждую статью.
Одной из приоритетных задач проекта является доступность ресурса всем людям независимо от языковых и культурных различий, для чего планируется перевод энциклопедии на различные языки в сотрудничестве с частными лицами и организациями по всему миру.
Проект рассчитан на десять лет и оценивается в 110,5 миллиона долларов США. Первые гранты выделили две американские организации: 10 миллионов долларов США предоставил Фонд Макартуров, а 2,5 миллиона долларов США выдал Фонд Альфреда Слоуна.
Проектом руководят Филдовский музей естественной истории в Чикаго, Гарвардский университет, Вудсхоулская лаборатория биологии моря, Ботанический сад Миссури, Смитсоновский институт и Библиотека биологических видов — группа, в которую входят Лондонский национальный музей естественной истории, Нью-йоркский ботанический сад и Королевские ботанические сады Кью. Руководители проекта надеются, что в дальнейшем сумеют привлечь для работы над энциклопедией тысячи квалифицированных специалистов. Проект планируется завершить к 2017 году.

## Статистика роста
- 27 февраля 2008 года энциклопедия представила первые 30 тыс. статей[3].
- в августе 2009 года количество статей увеличилось до 170 тысяч[4].
- на март 2015 года в энциклопедии насчитывалось 1,35 млн статей, 3 млн изображений и 81 тысяча участников.